# Munakata (Fukuoka)
Munakata (宗像市 Munakata-shi?) es una ciudad localizada en Fukuoka, Japón.
A partir de abril de 2022, la ciudad tiene una población de 97.098 y una densidad de 810 personas por km². La superficie total es de 119,94 km².
La ciudad fue fundada el 1 de abril de 1981.

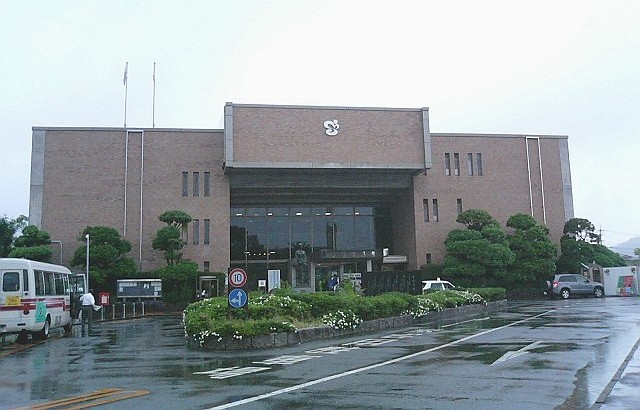
Oficinas de la ciudad de Munakata.